# Chýnovský potok
Chýnovský potok pramení v katastru obce Horní Hořice v okrese Tábor a vlévá se do Chotovinského potoka, jako jeho levostranný přítok. 

## Průběh toku
Pramení v polích pod lesy Přírodního parku Polánka. Teče k jihu. Nad Horními Hořicemi se do něj vlévá zleva potok tekoucí od Oblajovic. Pod Horními Hořicemi se prudce stáčí na západ. Jižně od Dolních Hořic se do něj vlévá jeden potok zprava. Pokračuje jihozápadně kolem přírodní rezervace Kladrubská hora. Stáčí se více a více k jihu. Jižně od Chýnovských jeskyní ho zleva napájí Chotčinský potok. Pak protéká Chýnovem a ve Stříbrných Hutích se vlévá do potoka Chotovinského (Kozského).